# Arctotis microcephala
Arctotis microcephala là một loài thực vật có hoa trong họ Cúc. Loài này được (DC.) Beauverd mô tả khoa học đầu tiên năm 1915.